# Dixa indiana
Dixa indiana är en tvåvingeart som beskrevs av Dyar 1925. Dixa indiana ingår i släktet Dixa och familjen u-myggor.
Artens utbredningsområde är New York. Inga underarter finns listade i Catalogue of Life.